# Sanopus greenfieldorum
Sanopus greenfieldorum là một loài cá thuộc họ Batrachoididae. Nó là loài đặc hữu của Belize.